# Pierre Janlet
Pierre Janlet, né à Saint-Gilles (Bruxelles) le 5 octobre 1900 et décédé à Uccle le 17 avril 1991, ancien élève de l'Institut supérieur d'Histoire de l'Art et d'archéologie, est un grand collectionneur d'art moderne et membre de la Commission administrative du Patrimoine des Musées royaux des beaux-arts de Belgique, dont il sera trésorier de 1954 à 1979.

## Biographie
Pierre Janlet est issu d'une famille bruxelloise connue dans le domaine de l'architecture et des beaux-arts.
Il fut directeur général du Palais des Beaux-Arts de Bruxelles.
Amateur de musique, il fut secrétaire adjoint des Concerts Populaires. Également bibliophile, il fut secrétaire général du Fonds Bibliothèque royale Albert Ier.
Il fut encore membre du comité directeur du cercle des Alumni de la Fondation Universitaire.
Il figure avec son épouse Claire parmi les donateurs des Musées royaux des Beaux-Arts.
Parmi ses créations toujours vivantes, figure le cycle de conférences "Explorations du Monde".